# Robert Peel
Robert Peel (n. 5 februarie 1788, Ramsbottom, Anglia, Regatul Marii Britanii – d. 2 iulie 1850, Greater London, Anglia, Regatul Unit al Marii Britanii și Irlandei) a fost un politician britanic, prim ministru al Regatului Unit în perioadele 1834-1835 și 1841-1846.
Peel a fost membru fondator al Partidului Conservator. A înființat primul corp de poliție din Londra.